# Drain, Maine-et-Loire
Drain är en kommun i departementet Maine-et-Loire i regionen Pays de la Loire i nordvästra Frankrike. Kommunen ligger i kantonen Champtoceaux som tillhör arrondissementet Cholet. År 2018 hade Drain 2 125 invånare.

## Befolkningsutveckling
Antalet invånare i kommunen Drain
| Referens: INSEE |